# Torpedoversuchsanstalt Surendorf
Die Torpedoversuchsanstalt Surendorf (TVA), offiziell: Torpedoversuchsanstalt Eckernförde-Ost, war im Zweiten Weltkrieg eine Außenstelle der Torpedoversuchsanstalt Eckernförde der Kriegsmarine in Surendorf (Gemeinde Schwedeneck). Seit 1957 ist das Gelände Teil der Wehrtechnischen Dienststelle 71.

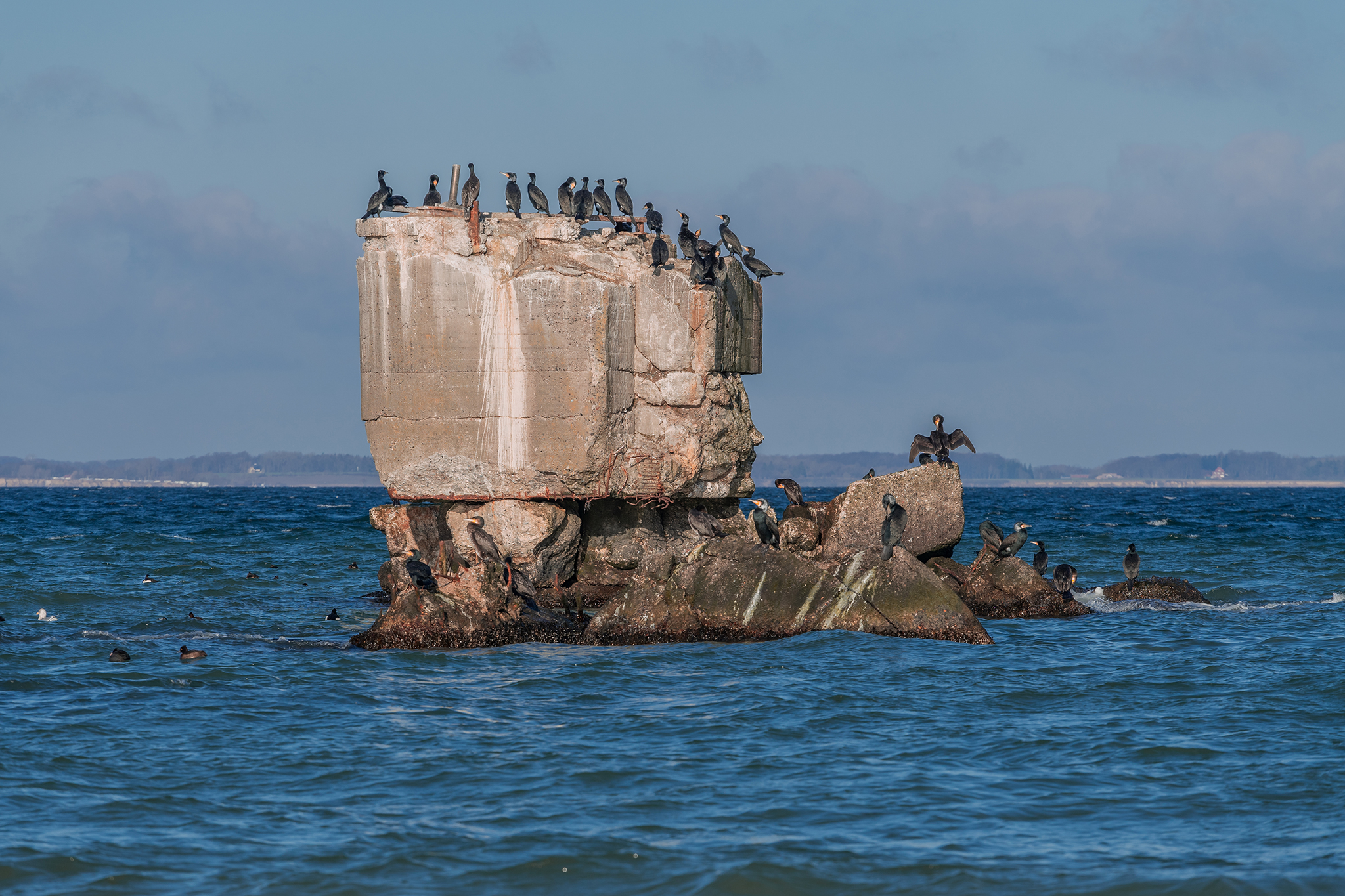
Gesprengtes Brückensegment als Trocken- und Ruheplatz für Kormorane

## Torpedoversuchsanstalt Surendorf
In der Torpedoversuchsanstalt Surendorf wurde an der Entwicklung von Torpedos gearbeitet. Die Anlage bestand aus einer Trockenwerkstatt, mehreren anderen Werkstätten, einer Kraftstation, einem Tanklager, mehreren Wohn- und Wirtschaftsgebäuden und einer Erprobungsstelle. Im Komplex waren mehrere tausend Menschen, darunter Zwangsarbeiter beschäftigt.
Als Wohnunterkunft wurden in Surendorf zwei Barackenlager mit einer Kapazität von 500 und 438 Personen erstellt.

## Demontage

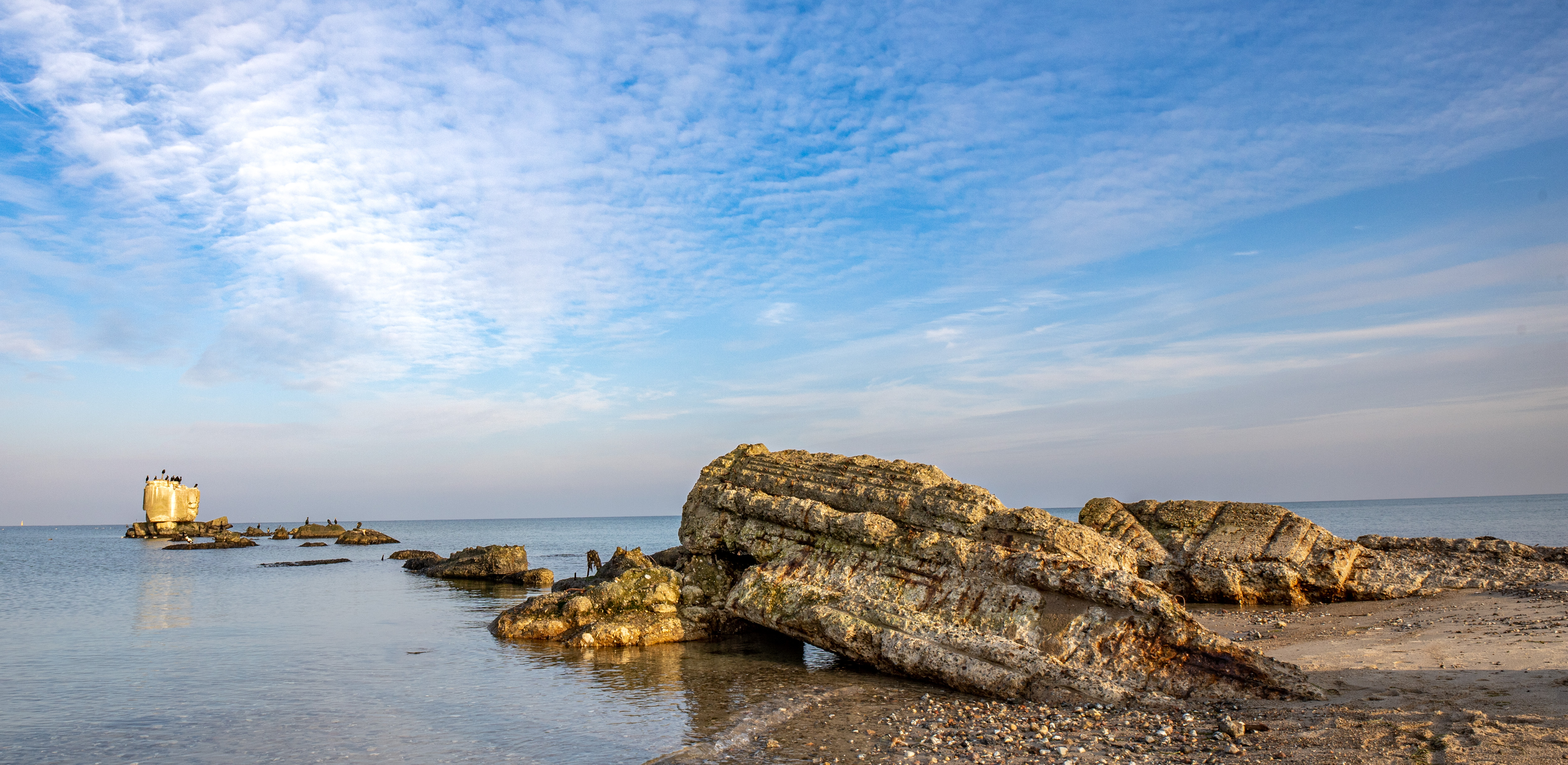
Reste der gesprengten Brücke der Torpedoversuchsanstalt Surendorf

Nach dem Zweiten Weltkrieg beschloss die britische Militärregierung, die Gebäude der Torpedoversuchsanstalt Surendorf im Rahmen der Demontagen zu sprengen. Als diese Nachricht im Juni 1948 bekannt wurde, löste sie einen Sturm der Entrüstung aus, da vorgesehen war, 10.000 (nichtmilitärische) Arbeitsplätze im Gelände zu schaffen. Firmen wie Siemens (3000 Arbeitsplätze) und das Pektinwerk (1500 Arbeitsplätze) hatten verbindliche Anfragen zur Nutzung der Gebäude abgegeben. Der Landtag Schleswig-Holstein unterbrach seine Sitzung, nachdem alle Fraktionen ihren Protest über diese Zerstörung zum Ausdruck gebracht hatten, und beschloss, die Sitzung auf dem Gelände der Torpedoversuchsanstalt fortzusetzen. Die Wachmannschaften verwehrten jedoch dem Landtag den Zutritt. Der Landtag schickte ein Protesttelegramm an das britische Parlament und Außenminister Bevin. Am 5. Dezember 1948 fand eine außerordentliche Landtagssitzung im Hotel Seegarten in Eckernförde statt, um erneut gegen diese Demontage zu protestieren.
Die Proteste waren erfolglos. Am 7. Dezember 1948 erfolgte die Sprengung. Gleichzeitig demonstrierten 20.000 Menschen in Kiel sowie viele tausend in Schleswig und Flensburg in Schweigemärschen gegen die Zerstörungen.
Noch heute sind Trümmer der Brücke und der Gebäude erhalten.